# Гогохия, Аполлон Зосимович
Аполлон Зосимович Гогохия (1901 год, село Квемо-Баргеби, Сухумский округ, Кутаисская губерния, Российская империя — неизвестно, село Квемо-Баргеби, Гальский район, Абхазская АССР, Грузинская ССР) — бригадир колхоза имени Сталина Гальского района, Абхазская АССР, Грузинская ССР. Герой Социалистического Труда (1948).

## Биография
Родился в 1911 году в крестьянской семье в селе Квемо-Баргеби (сегодня — Нижний Баргяп) Сухумского округа.
После получения начального образования в местной сельской школе трудился в личном сельском хозяйстве. Во время коллективизации одним из первых вступил в местный колхоз имени Сталина Гальского района. Трудился рядовым колхозником. В послевоенное время возглавлял полеводческую бригаду.
В 1947 году бригада под его руководством собрала в среднем с каждого гектара по 108,9 центнеров кукурузы с участка площадью 9 гектаров. Указом Президиума Верховного Совета СССР от 21 февраля 1948 года удостоен звания Героя Социалистического Труда за «получение высоких урожаев кукурузы и пшеницы в 1947 году» с вручением ордена Ленина и золотой медали «Серп и Молот» (№ 663).
Этим же Указом званием Героя Социалистического Труда были также награждены председатель колхоза имени Сталина Гальского района Владимир Ахлоевич Гогохия и двадцать тружеников колхоза, в том числе бригадиры Валериан Викторович Микава, Иродион Качалович Харчилава, Дзуку Михайлович Ригвава, Эраст Кутаевич Чаава, звеньевые Иосиф Алексеевич Акубардия, Джига Павлович Бутбая, Гадза Дзугуевич Гогохия, Чичико Дзугуевич Гогохия, Джого Бардзикиевич Дзандзава, Владимир Тагуевич Заркуа, Алексей Викторович Микава, Аполлон Сейдукович Микава, Хухути Авксентьевич Тодуа, Александр Николаевич Харчилава, Валериан Иосифович Харчилава, Калистрат Дианозович Шамугия, Акакий Дзвариевич Шенгелия,  Александра Караевна Шония и Владимир Итоевич Шония.
После выхода на пенсию проживал в родном селе Квемо-Баргеби. Дата его кончины не установлена.
Награды
- Герой Социалистического Труда
- Орден Ленина
- Медаль «За оборону Кавказа» (01.05.1944)